# الیس-سور-دورداگن
الیس-سور-دورداگن (به فرانسوی: Alles-sur-Dordogne) یک کمون در فرانسه است که در Canton of Le Buisson-de-Cadouin واقع شده‌است.

## خصوصیات
الیس-سور-دورداگن ۹٫۴۱ کیلومترمربع مساحت و ۳۴۲ نفر جمعیت دارد و ۵۷ متر بالاتر از سطح دریا واقع شده‌است.